# وله-ژونکسیون، کبک
وله-ژونکسیون (به فرانسوی: Vallée-Jonction) شهری در منطقه شهری لا نوول-بوس ناحیه شودییر-آپالاش در استان کبک کانادا است. در سرشماری سال ۲۰۱۱ این شهر ۱٬۹۰۱ نفر جمعیت داشته‌است و مساحت آن ۲۴٫۴۱ کیلومتر مربع است.